# Krystyna Hajec-Wleciał
Krystyna Hajec-Wleciał (ur. 17 sierpnia 1930 w Grudziądzu, zm. 13 sierpnia 2020) – polska siatkarka, reprezentantka Polski, medalistka mistrzostw świata i Europy, mistrzyni Polski.

## Kariera sportowa
Była wychowanką Spójni Grudziądz, następnie występowała w AZS-AWF Warszawa. Z warszawskim klubem zdobyła dziesięć razy mistrzostwo Polski (1952, 1955, 1956, 1957, 1958, 1960, 1962, 1963, 1964, 1965), dwa razy wicemistrzostwo Polski (1959, 1961) i trzy razy brązowy medal MP (1950, 1953, 1954). Okazjonalnie występowała także w drużynie piłki ręcznej 11-osobowej, zdobywając z nią mistrzostwo Polski w 1953.
W reprezentacji Polski zadebiutowała 10 sierpnia 1951 w meczu akademickich mistrzostw świata z Czechosłowacją. W 1952 została wicemistrzynią świata, w 1956 i 1962 brązową medalistką mistrzostw świata, na mistrzostwach świata w 1960 zajęła z drużyna 4. miejsce. W 1951 została wicemistrzynią Europy, w 1955 i 1958 brązową medalistką mistrzostw Europy. Ostatni raz w reprezentacji Polski wystąpiła 26 czerwca 1963 w towarzyskim spotkaniu z Czechosłowacją. Łącznie w biało-czerwonych barwach wystąpiła 147 razy, w tym w 131 spotkaniach oficjalnych.
Po zakończeniu kariery zawodniczej pracowała jako trener i zdobyła z żeńską drużyną AZS-AWF Warszawa wicemistrzostwo Polski w 1973 i 1975, brązowy medal mistrzostw Polski w 1974.
W 2013 została wyróżniona gwiazdą w Alei Gwiazd Siatkówki w Miliczu.
Jej mężem był siatkarz Tadeusz Wleciał (1930-1993).
Zmarła 13 sierpnia 2020. Spoczęła na Cmentarzu Powązki Wojskowe w Warszawie (kwatera A-10-7). 

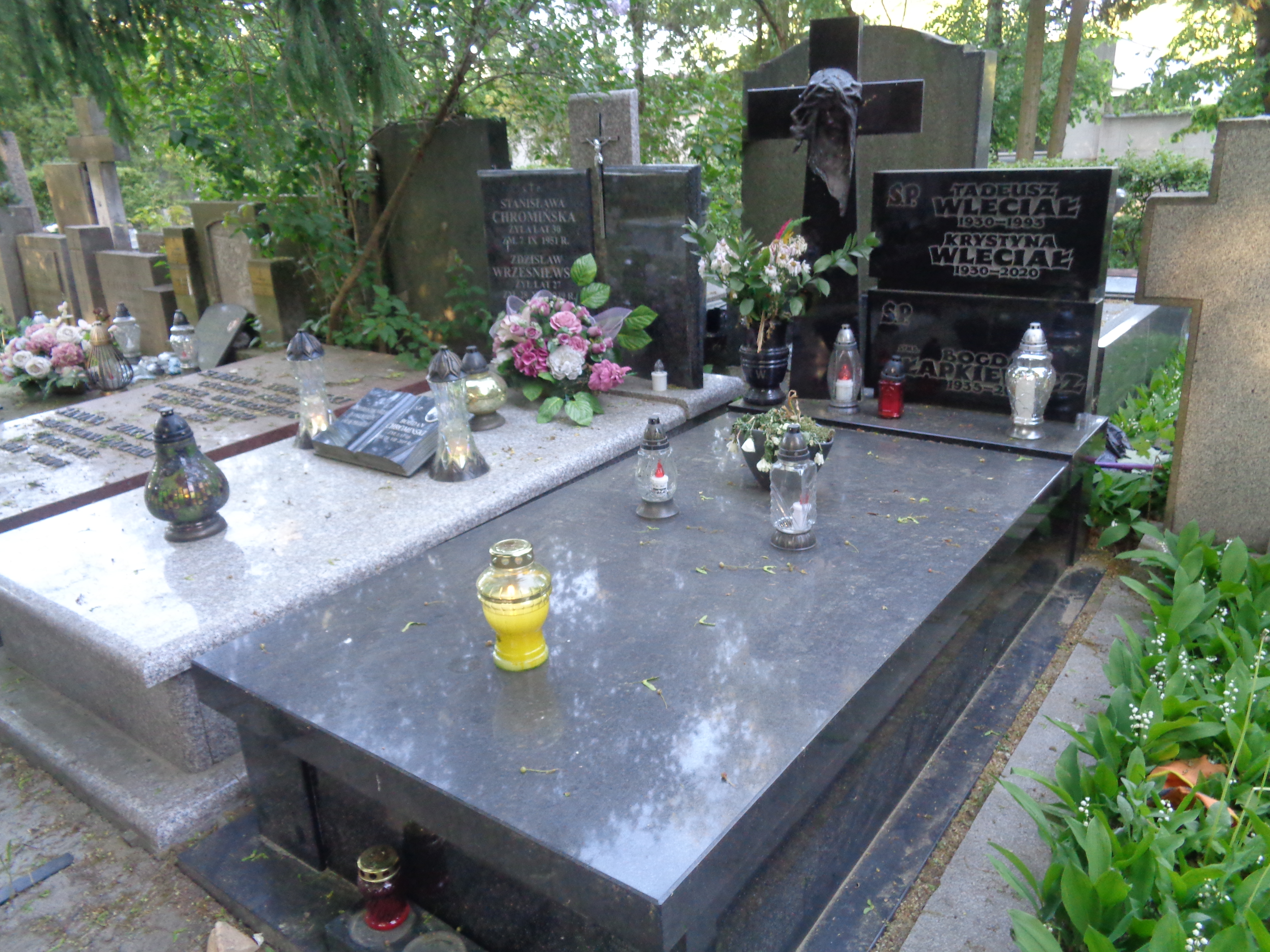
Grób Tadeusza i Krystyny Wleciałów na cmentarzu Wojskowym na Powązkach